# 格雷格·斯特里特
格里格·斯特里特，昵称“鬼蟹”（Ghostcrawler），美国电子游戏设计师。

## 工作经历
1996年5月，就职于南卡罗莱纳大学，担任研究助理教授。
1998年8月，就职于全效工作室，担任《帝国时代III》等作品的首席设计师，2008年2月辞职。
2008年2月，就职于暴雪娱乐，成为《魔兽世界》的首席设计师，2013年11月28日辞职。
其后加入Riot Games，担任《英雄联盟》的首席游戏设计师。
2023年3月，离开Riot Games。同年11月，网易宣布成立新的游戏开发公司“Fantastic Pixel Castle”，由鬼蟹负责领导。

## 逸闻
《魔兽世界》的玩家常将一些游戏中不合理改动的过错归咎于他。